# Viggo Sommer
Viggo Sommer Kristensen (født 28. januar 1957 i Ansager ved Varde) er en dansk musiker og komiker. Han er mest kendt for at være et af de tre medlemmer i bandet De Nattergale, som bl.a. har lavet The Julekalender fra 1991. Har desuden gæstemedvirket i Bamses Billedbog for børn.
I slutningen af november 2015 udsendte det danske punk-rockband Skullclub julesangen "Sving Dine Dadler", hvor Sommer sang vokal.

## Diskografi

### Solo albums
- 2002 Så sku´ den ged vist være barberet

### Med De Nattergale
- 1987 Hva' har vi da gjort ... siden vi ska' ha'et så godt
- 1988 Nu ka' det vist ik' bli' meget bedre
- 1990 Det ka' jo aldrig gå værre end hiel gal
- 1991 Songs From The Julekalender
- 1992 Vi må da håbe det bli'r bedre i morgen
- 1995 Nu griber det godt nok om sig

### Gæsteoptræden
- 2015 "Sving Dine Dadler" med Skullclub

## Filmografi
- 1989 Walter og Carlo i Amerika
- 1991 The Julekalender
- 1994 Vildbassen
- 2001 CWC/Canal Wild Card
- 2003 CWC World
- 2011 Ludvig & Julemanden
- 2013 Pendlerkids
- 2015 Hedensted High

### Reklamefilm
- 2002-03 Vildmændene - reklamefilm for Arla Ekspres